# Martijn Keizer
Martijn Keizer (Muntendam, provincia de Groninga, 25 de marzo de 1988) es un ciclista neerlandés.
Antes de ser profesional fue un destacado amateur, con varios campeonatos nacionales en su haber. Corrió desde 2007 a 2010 en el Rabobank Continental, filial del equipo UCI ProTour Rabobank.
En 2011 debutó con el equipo Vacansoleil-DCM, equipo con el que permaneció hasta su desaparición en 2013. El 25 de febrero de 2014 fue fichado por el Belkin, equipo que posteriormente se denominó Team Lotto NL-Jumbo.

## Palmarés

### 2005
- Gran Premio Rüebliland (Júnior)

### 2007
- Tour de Haut Anjou

### 2010
- 1 etapa del Circuito Montañés
- 1 etapa del Tour de Bretaña

### 2011
- Boucles de l'Aulne
- 3.º en el Campeonato de los Países Bajos Contrarreloj

### 2012
- Clasificación de las metas volantes del Giro de Italia

## Resultados en Grandes Vueltas
| Carrera | Carrera         | 2007 | 2008 | 2009 | 2010 | 2011  | 2012  | 2013  | 2014 | 2015  | 2016  | 2017  |
| ------- | --------------- | ---- | ---- | ---- | ---- | ----- | ----- | ----- | ---- | ----- | ----- | ----- |
|         | Giro de Italia  | —    | —    | —    | —    | —     | 126.º | 101.º | 67.º | 56.º  | 102.º | 116.º |
|         | Tour de Francia | —    | —    | —    | —    | —     | —     | —     | —    | —     | —     | —     |
|         | Vuelta a España | —    | —    | —    | —    | 153.º | 102.º | —     | 80.º | 153.º | 137.º | —     |

—: no participa

Ab.: abandono

## Equipos
- Rabobank Continental (2007-2010)
- Vacansoleil-DCM (2011-2013)
- Veranclassic-Doltcini (01.01.2014-28.02.2014)
- Belkin/Lotto NL (2014[2] -2017)
  - Belkin-Pro Cycling Team (2014)
  - Team Lotto NL-Jumbo (2015-2017)